# Csököly
Csököly je obec v jihozápadním Maďarsku v župě Somogy.
Její rozloha činí 29,84 km² a žije zde 927 obyvatel.